# Луций Росций Элиан Пакул Сальвий Юлиан
Луций Росций Элиан Пакул Сальвий Юлиан (лат. Lucius Roscius Aelianus Paculus Salvius Iulianus) — римский политический деятель и сенатор первой половины III века.

## Биография
Род Юлиана происходил из Лузитании. Его отцом был консул 187 года Луций Росций Элиан Пакул, а матерью — Вибия Сальвия Вария.
В 223 году Юлиан занимал должность ординарного консула вместе с Луцием Марием Максимом Перпетвом Аврелианом. Около 240 года он находился на посту проконсула Африки.
Кроме того, Юлиан входил в состав жреческих коллегий эпулонов, фециалов, содалисов Тита. Кооптирован он был в эти коллегии в 220-х годах.